# Rio dei Servi
Ne doit pas être confondu avec riello dei Servi.
Le rio dei Servi (canal des Servites) est un canal de Venise dans le sestiere de Cannaregio en Italie.

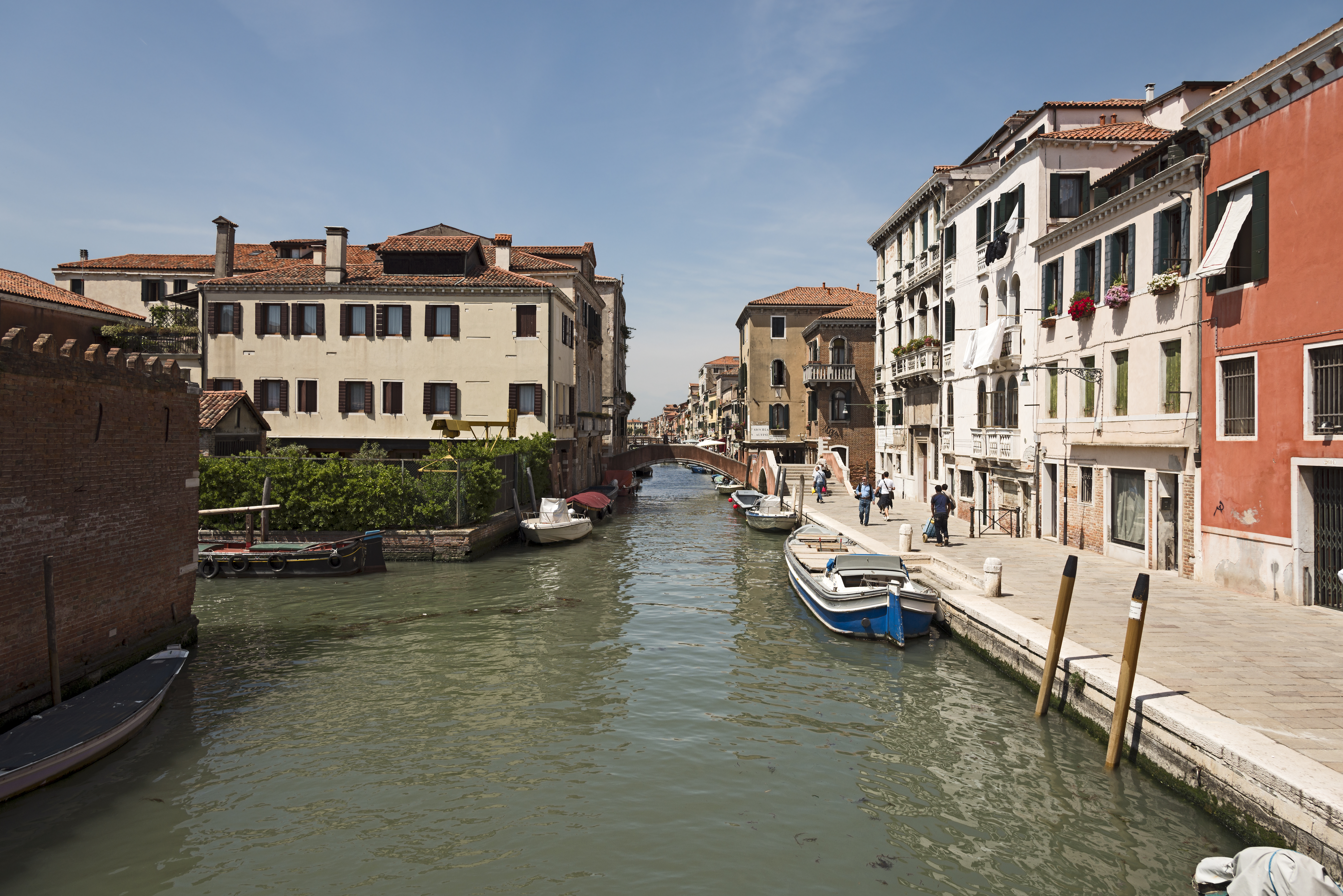
Origine à la conjonction des rios de la Misericordia et de San Girolamo.

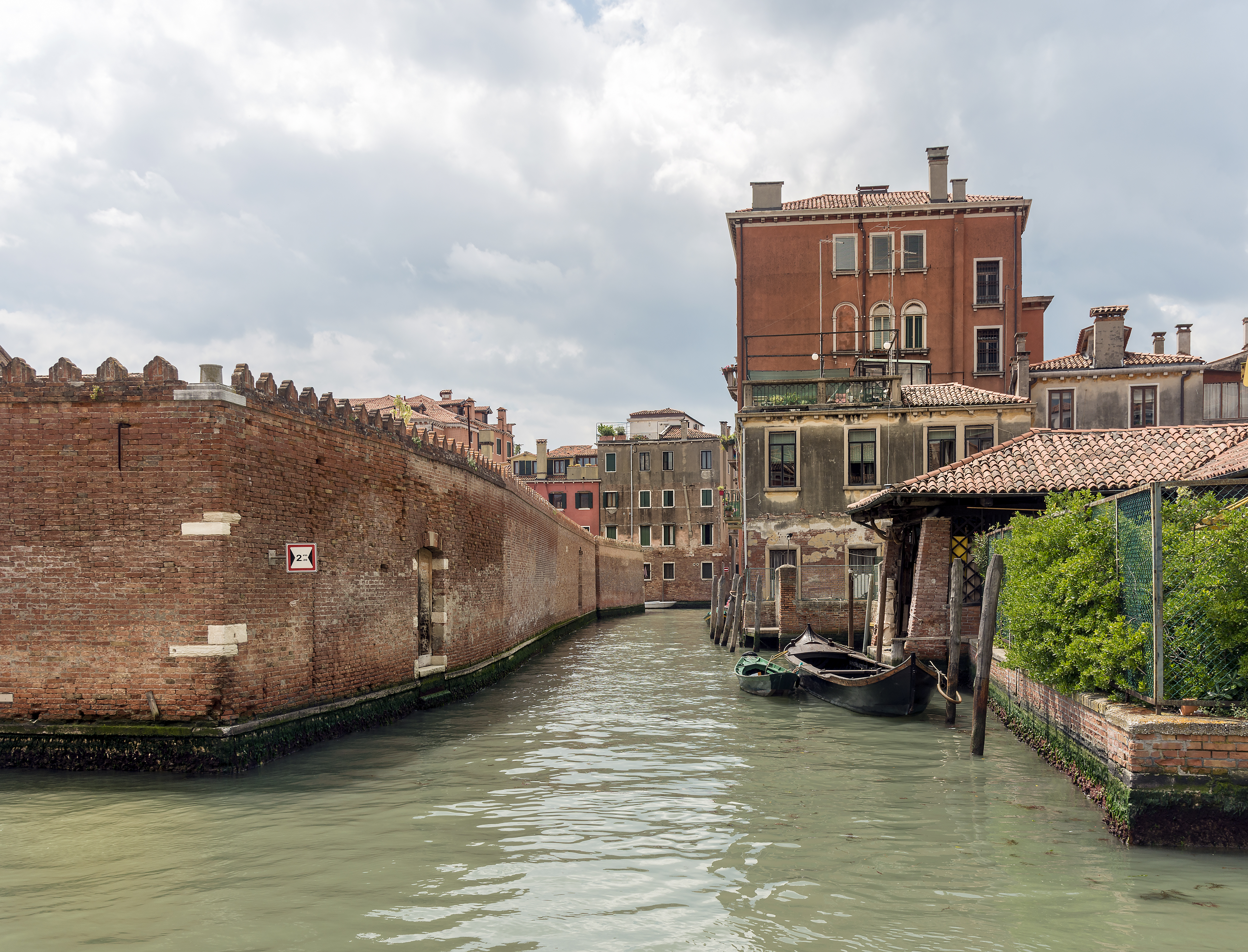
La partie nord du rio

## Description
Le rio dei Servi a une longueur de 230 m. Au nord, il part du rio de la Misericordia vers le sud-ouest, avant de bifurquer en sens sud-est lors de sa rencontre avec le rio de San Marcuola, pour se prolonger dans le rio de Santa Fosca à sa rencontre avec les rio del Grimani et de la Madelena.

## Toponymie
Le nom provient de l'ancienne église Santa Maria dei Servi, aujourd’hui démolie dont il ne reste que le porche d'entrée.

## Situation et édifice remarquables
- Ce canal n'est traversé par aucun pont.
- Il longe :

le palazzo Torniello
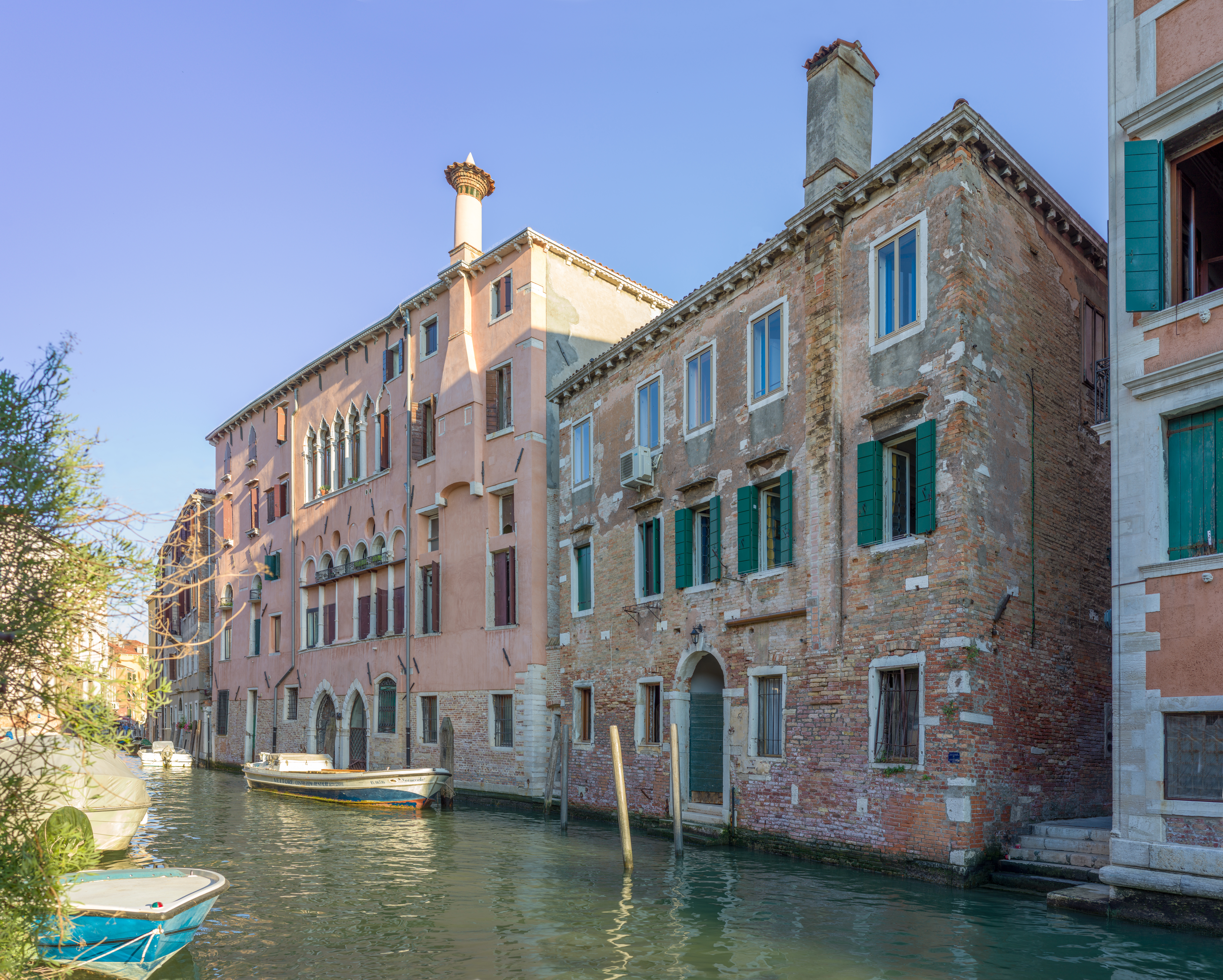
le palazzo Contin et Donà delle Rose
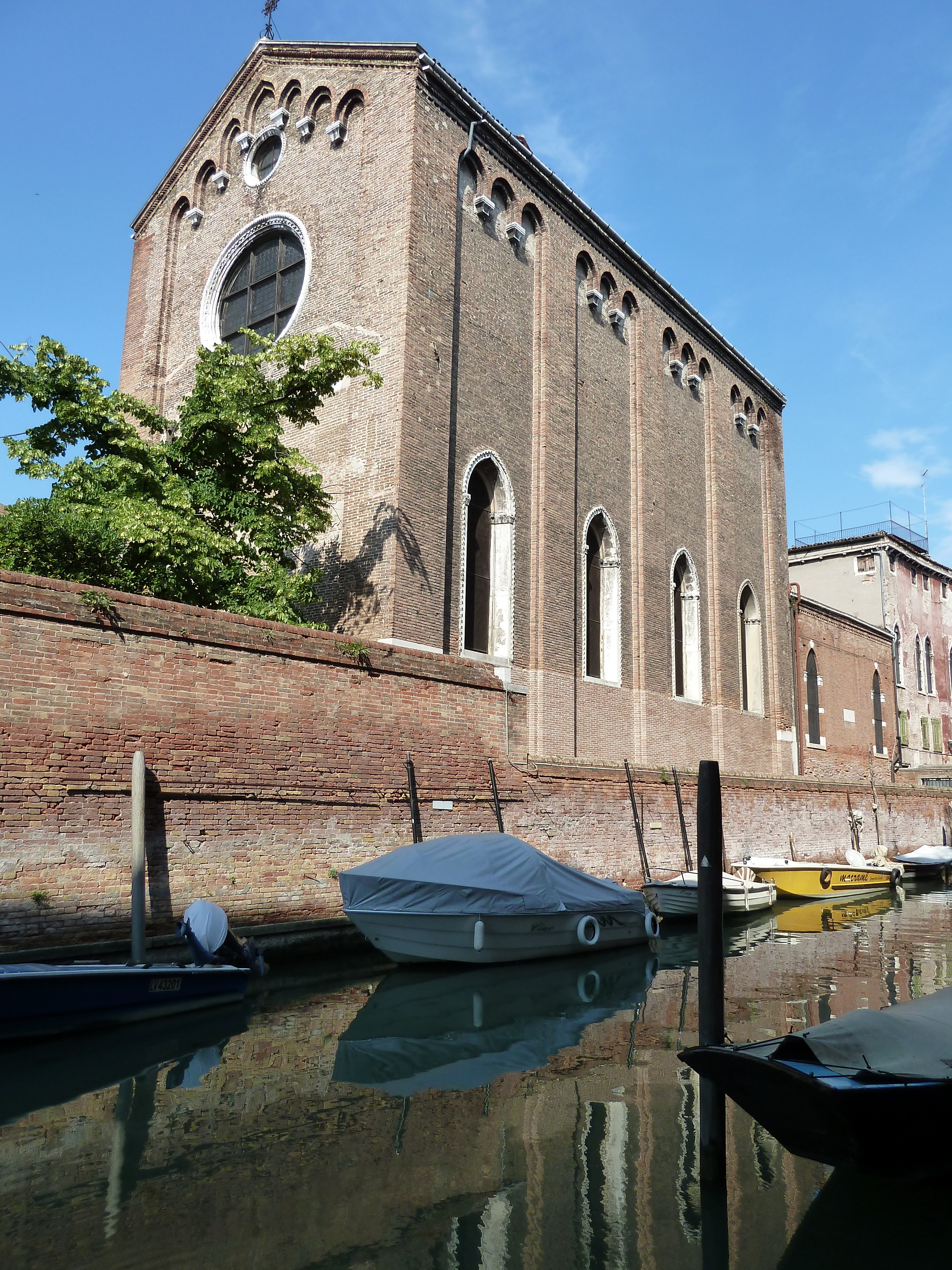
la chapelle de Volto Santo de l'ancien couvent des Servites